# صبرا (حي)

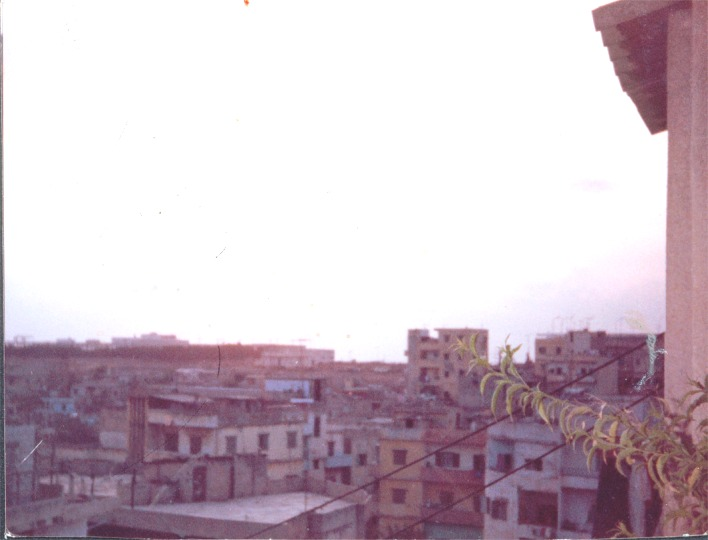
صبرا في صيف 1980, تبدو في الخلفية الأجزاء الجنوبية من مجمع المدينية الرياضية

صبرا هو اسم حي تابع إداريًا لبلديّة الغبيري في محافظة جبل لبنان. تحده مدينة بيروت من الشمال والمدينة الرياضية من الغرب ومدافن الشهداء وقصقص من الشرق ومخيم شاتيلا من الجنوب.
حوصر حي صبرا ومخيم شاتيلا المجاور لمدة ثلاث أيام من قبل الجيش الإسرائيلي في سياق اجتياحه لبنان، قامت خلالها ميليشيا يمينية باختطاف عدد كبير من سكان الحي نحو مخيم شاتيلا حيث قامت بقتل العديد منهم خلال مذبحة داخل المخيم راح ضحيتها ما بين 2000 إلى 3000 مواطن لبناني وفلسطيني.
يسكن الحي نسبة كبيرة من الفلسطينيين، لكنه لا يعد مخيما رسميا للاجئين رغم ارتباط اسمه باسم شاتيلا، مما يولد انطباعا بكونه مخيما.

## تسمية
تعود التسمية إلى عائلة صبرا التي أطلق اسمها على شارع صبرا الذي يمر في قلب الحي بادئا في حي الدنا في منطقة الطريق الجديدة ببيروت ومارا بساحة صبرا وسوق الخضار الرئيس ومنتهيا عند مدخل مخيم شاتيلا. ويسمى الشارع في المسافة بين ساحة صبرا وشاتيلا بآخر شارع صبرا.

## مواضيع متعلقة
- صبرا على WikiMapia
- مجزرة صبرا وشتيلا